# 福原熙賢
福原 熙賢（ふくばら ひろかた、文化2年（1805年） - 天保7年1月12日（1836年2月28日））は、長州藩永代家老・宇部領主福原家22代。
父は福原房純。祖父は徳山藩主毛利就馴。実弟に宍戸元礼がいる。正室は毛利広鎮（房純の実弟）の娘（福原元僴の姉）。子は福原親俊。通称繁次郎。

## 生涯
文化2年（1805年）、長州藩家老福原房純の長男として生まれる。当時福原家には、養嗣子として迎えられた、第8代藩主・毛利重就の孫の福原房昌（のちの毛利斉元）がいた。文化11年（1814年）、義兄の房昌が藩主毛利斉熙の養子となり藩主家に戻ったため、父の嫡子と定められる。斉熙の偏諱を受け、熙賢と名乗る。天保7年（1836年）1月2日、父房純が死去し、12日に熙賢も急死した。享年32。家督は子の親俊が相続した。